# 暗殺指令・虎狼の手口
『暗殺指令・虎狼の手口』（原題：El clan de los inmorales、英題：Order to Assassinate）は、1975年製作のスペイン・イタリアの合作映画。
ヘルムート・バーガー主演の劇場未公開サスペンス・アクション。TV放映時には『殺人指令』のタイトルでTBSで放映された。

## スタッフ
- 製作・監督・脚本：ホセ・G・マエッソ
- 脚本：サンチャゴ・モンカーダ、イエジニオ・マルティン、マッシモ・ド・リータ
- 撮影：イエース・パロリン
- 音楽：アンドルフォ・ワイズマン

## キャスト
- ヘルムート・バーガー：クライド・ハート
- ホセ・ファーラー：リード
- シドニー・ローム：アン
- ホセ・マリア・カファレル：リチャード
- ケヴィン・マッカーシー：エド・マクレーン